# Hot Wire (Kix)
Hot Wire è il quinto album in studio del gruppo musicale statunitense Kix, pubblicato nel luglio 1991 dalla East West Records.

## Tracce
1. Hot Wire – 5:22 (Donnie Purnell, Taylor Rhodes)
2. Girl Money – 3:58 (Purnell, Rhodes)
3. Luv-a-Holic – 4:39 (Purnell)
4. Tear Down the Walls – 4:35 (Purnell, Rhodes)
5. Bump the La La – 3:28 (Purnell, Rhodes)
6. Rock & Roll Overdose – 4:29 (Purnell, Rhodes)
7. Cold Chills – 5:19 (Purnell, Halligan Jr.)
8. Same Jane – 4:33 (Purnell, Halligan Jr.)
9. Pants on Fire (Liar, Liar) – 4:12 (Purnell, John Palumbo)
10. Hee Bee Jee Bee Crush – 5:33 (Purnell, Palumbo)

## Formazione
- Steve Whiteman – voce, armonica, sassofono
- Brian Forsythe – chitarre, cori
- Ronnie Younkins – chitarre, cori
- Donnie Purnell – basso, tastiere, cori
- Jimmy Chalfant – batteria, percussioni, cori